# Skydning under sommer-OL 2016 - Skeetskydning (herrer)
 Skeetskydning for herrer under Sommer-OL 2016 fandt sted den 12. august - 13. august i Centro Olímpico de Tiro i Deodoro. 

## Turneringsformat
Konkurrencen blev indledt med én kvalifikationsrunde over to dage, hvor de 32 kvalificerede deltagere i alt skulle skyde mod 125 lerduer (25 lerduer i fem serier). Herefter gik de seks bedste til finalen. Finalen blev indledt med én serie af 16 lerduer, der alle var dobbelt, således at hver skydning var mod to lerduer. Efter denne serie gik de to bedste til kampen om guldmedaljerne, mens de to placeret som nummer tre og fire gik til bronzekampen. Begge disse medaljekampe blev ligeledes skudt i én serie af 16 lerduer, der også alle var dobbelt. 

## Tidsplan
Nedenstående tabel viser tidsplanen for afvikling af konkurrencen:
| Dato       | Tid   | Runde                 |
| ---------- | ----- | --------------------- |
| 12. august | 09:30 | Kvalifikation – dag 1 |
| 13. august | 09:30 | Kvalifikation – dag 2 |
| 13. august | 15:00 | Finale                |

## Resultater

### Kvalifikation
| Placering | Skytte                         | 1 | 2 | 3 | 4 | 5 | Total |
| --------- | ------------------------------ | - | - | - | - | - | ----- |
| 1         | Andreas Chasikos               |   |   |   |   |   |       |
| 1         | Nasser Al-Attiyah              |   |   |   |   |   |       |
| 1         | Gabriele Rossetti              |   |   |   |   |   |       |
| 1         | Federico Gil                   |   |   |   |   |   |       |
| 1         | Abdullah Al-Rashidi            |   |   |   |   |   |       |
| 1         | Anthony Terras                 |   |   |   |   |   |       |
| 1         | Saif Bin Futtais               |   |   |   |   |   |       |
| 1         | Michael Maskell                |   |   |   |   |   |       |
| 1         | Markus Svensson                |   |   |   |   |   |       |
| 1         | Juan Miguel Rodriguez Martinez |   |   |   |   |   |       |
| 1         | Paul Adams                     |   |   |   |   |   |       |
| 1         | Dainis Upelnieks               |   |   |   |   |   |       |
| 1         | Mikola Milchev                 |   |   |   |   |   |       |
| 1         | Frank Thompson                 |   |   |   |   |   |       |
| 1         | Azmy Mehelba                   |   |   |   |   |   |       |
| 1         | Keith Ferguson                 |   |   |   |   |   |       |
| 1         | Efthimios Mitas                |   |   |   |   |   |       |
| 1         | Rashid Ahmed                   |   |   |   |   |   |       |
| 1         | Renato Portella                |   |   |   |   |   |       |
| 1         | Vincent Hancock                |   |   |   |   |   |       |
| 1         | Anton Astakhov                 |   |   |   |   |   |       |
| 1         | Saeed Almaktoum                |   |   |   |   |   |       |
| 1         | Franco Donato                  |   |   |   |   |   |       |
| 1         | Luigi Lodde                    |   |   |   |   |   |       |
| 1         | Mairaj Ahmad Khan              |   |   |   |   |   |       |
| 1         | Éric Delaunay                  |   |   |   |   |   |       |
| 1         | Jesper Hansen                  |   |   |   |   |   |       |
| 1         | Ralf Buchheim                  |   |   |   |   |   |       |
| 1         | Stefan Nilsson                 |   |   |   |   |   |       |
| 1         | Ronaldas Račinskas             |   |   |   |   |   |       |
| 1         | Saud Habib                     |   |   |   |   |   |       |
| 1         | Sebastian Kuntschik            |   |   |   |   |   |       |

### Finalerunde
| Placering | Skytte | Serie 1 | Serie 2 | Serie 3 | Serie 4 | Serie 5 | Serie 6 | Serie 7 | Serie 8 | Total |
| --------- | ------ | ------- | ------- | ------- | ------- | ------- | ------- | ------- | ------- | ----- |
| 1         |        |         |         |         |         |         |         |         |         |       |
| 2         |        |         |         |         |         |         |         |         |         |       |
| 3         |        |         |         |         |         |         |         |         |         |       |
| 4         |        |         |         |         |         |         |         |         |         |       |
| 5         |        |         |         |         |         |         |         |         |         |       |
| 6         |        |         |         |         |         |         |         |         |         |       |

### Bronzekampen
| Placering | Skytte | Serie 1 | Serie 2 | Serie 3 | Serie 4 | Serie 5 | Serie 6 | Serie 7 | Serie 8 | Total |
| --------- | ------ | ------- | ------- | ------- | ------- | ------- | ------- | ------- | ------- | ----- |
| 3         |        |         |         |         |         |         |         |         |         |       |
| 4         |        |         |         |         |         |         |         |         |         |       |

### Guldkampen
| Placering | Skytte | Serie 1 | Serie 2 | Serie 3 | Serie 4 | Serie 5 | Serie 6 | Serie 7 | Serie 8 | Total |
| --------- | ------ | ------- | ------- | ------- | ------- | ------- | ------- | ------- | ------- | ----- |
| 1         |        |         |         |         |         |         |         |         |         |       |
| 2         |        |         |         |         |         |         |         |         |         |       |

## Medaljefordeling
| Medaljetagere | Medaljetagere | Medaljetagere | Medaljetagere |
| ------------- | ------------- | ------------- | ------------- |
| Guld          | Sølv          | Bronze        |               |
|               |               |               |               |